# Толок В'ячеслав Олександрович
В'ячеслав Олександрович Толок (*14 травня 1940, м. Запоріжжя — пом.29 травня 2013, м. Запоріжжя) — український учений у галузі механіки твердого тіла та прикладної математики, доктор технічних наук, професор. Академік АН ВШ України з 1998 року. У 1985—2003 роках був ректором Запорізького національного університету та у 2003—2007 роках — ректор Запорізького інституту Міжрегіональної академії управління персоналом ім. гетьмана Петра Сагайдачного.

## Біографія
В'ячеслав Толок народився 14 травня 1940 року у м. Запоріжжі.
Закінчив механіко-математичний факультет Ташкентського державного університету 1962 року.
Працював науковим співробітником Інституту кібернетики Узбецької РСР, у 1965 році захистив дисертацію на здобуття наукового ступеня кандидата фізико-математичних наук, у 1973 р. — на здобуття наукового ступеня доктора технічних наук; професор (1982).
З 1974 року — завідувач науково-дослідної лабораторії Горьківського (тепер — Нижній Новгород) державного університету.
З 1976 року — заступник директора Інституту механіки при Горьківському держуніверситеті.
У 1985—2003 роках — ректор Запорізького держуніверситету.
У 2003—2007 роках обіймав посаду ректора Запорізького інституту Міжрегіональної академії управління персоналом ім. гетьмана Петра Сагайдачного.
З 2003 року працював на посаді професора кафедри Запорізького національного технічного університету.
Останнім часом він також очолював вчену раду Інституту управління і права Запорізького національного технічного університету. Завідував кафедрою Управління персоналом і економіки праці Запорізького національного технічного університету.
Помер 29 травня 2013 року у м. Запоріжжя неочікувано від тромбоутворень. До останніх днів свого життя брав активну участь у керівній, науковій та викладацькій діяльності.